# Borovicotvaré
Borovicotvaré (Pinales) je řád nahosemenných dřevin, převážně stromů a méně často keřů, patřící do třídy jehličnanů.

## Evoluce
Nejstarší rostliny z řádu borovicotvarých zanechaly po sobě zřetelné fosilní stopy již v době druhohor. Obývaly souše již dlouho před příchodem krytosemenných rostlin, se kterými se později museli podělit o své místo na slunci, dnes tvoří asi jednu třetinu plochy všech lesů.

## Změny v taxonomii
S příchodem nového monofyletického třídění rostlinných taxonů (podle vzoru APG III pro krytosemenné) došlo k přesunům a hlavně ke slučování někdejších dříve samostatných řádů a tříd. Řád borovicotvaré nyní zahrnuje pouze jedinou čeleď borovicovité, ostatní čeledi tradičně řazené mezi borovicotvaré jsou vyčleňovány do samostatného řádu cypřišovité. Řád borovicotvaré, jemu sesterský řád liánovcotvaré a řád cypřišotvaré vytvářejí třídu jehličnanů.

## Popis

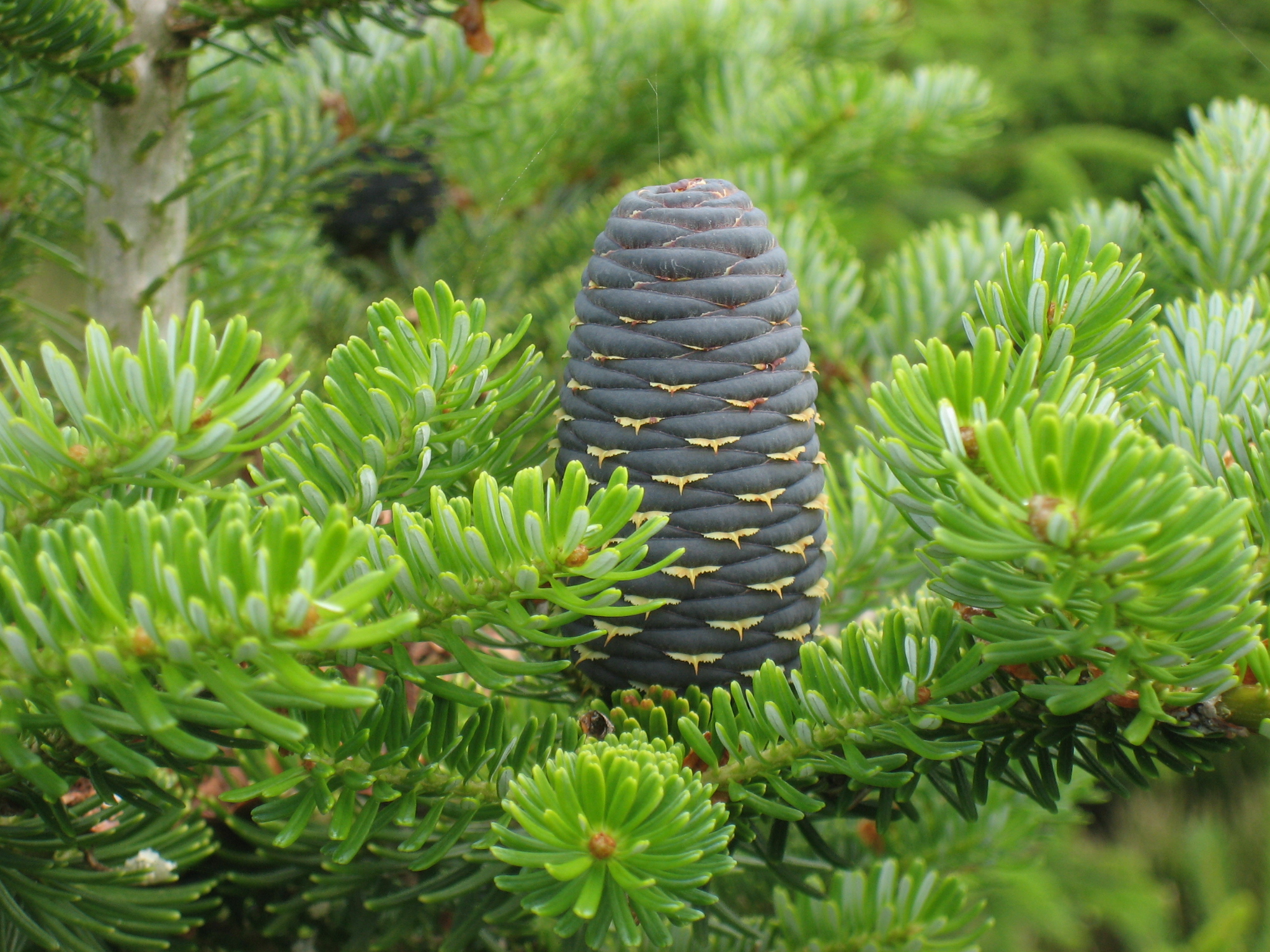
Šiška jedle korejské (Abies koreana)

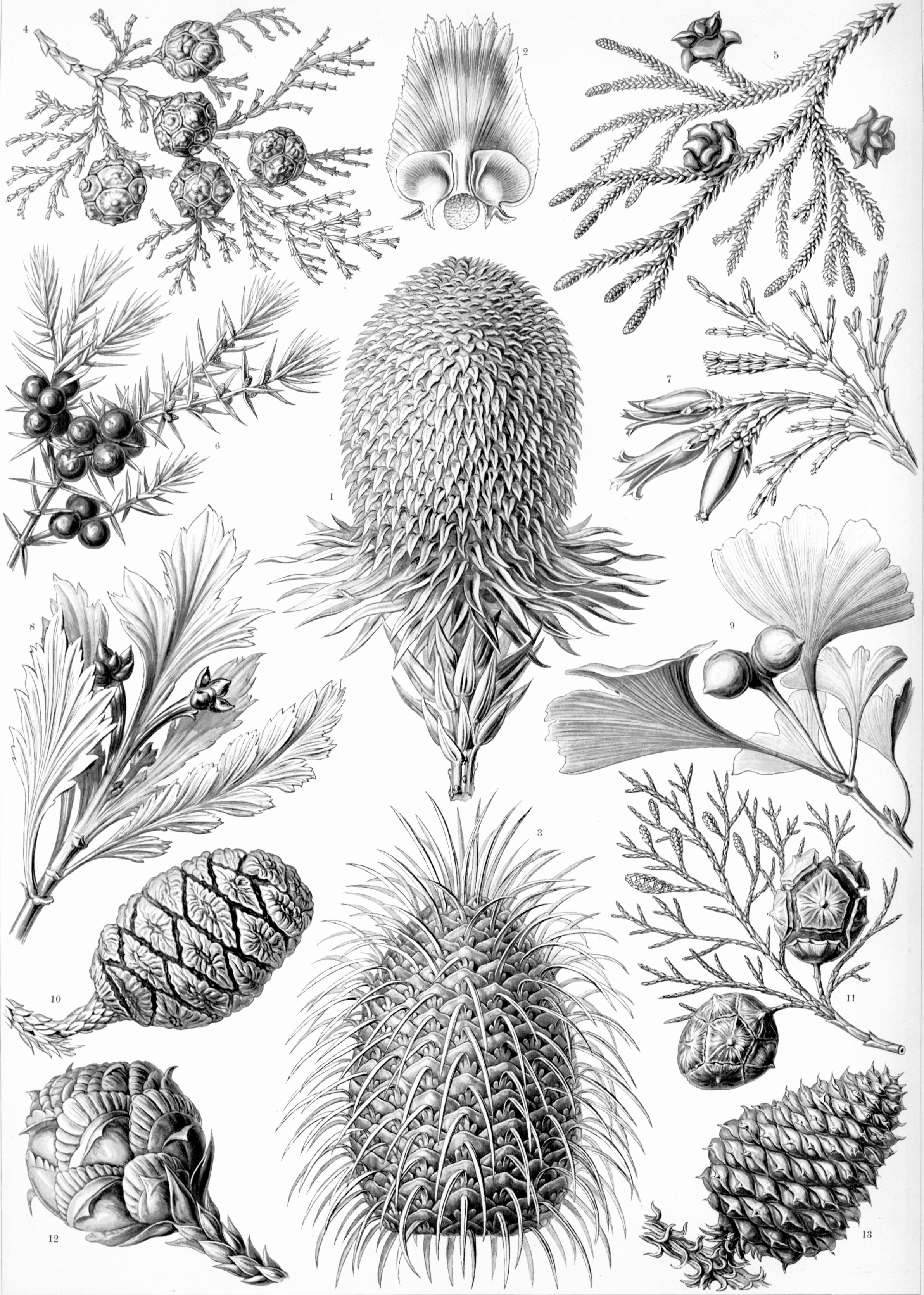
plody borovicotvarých

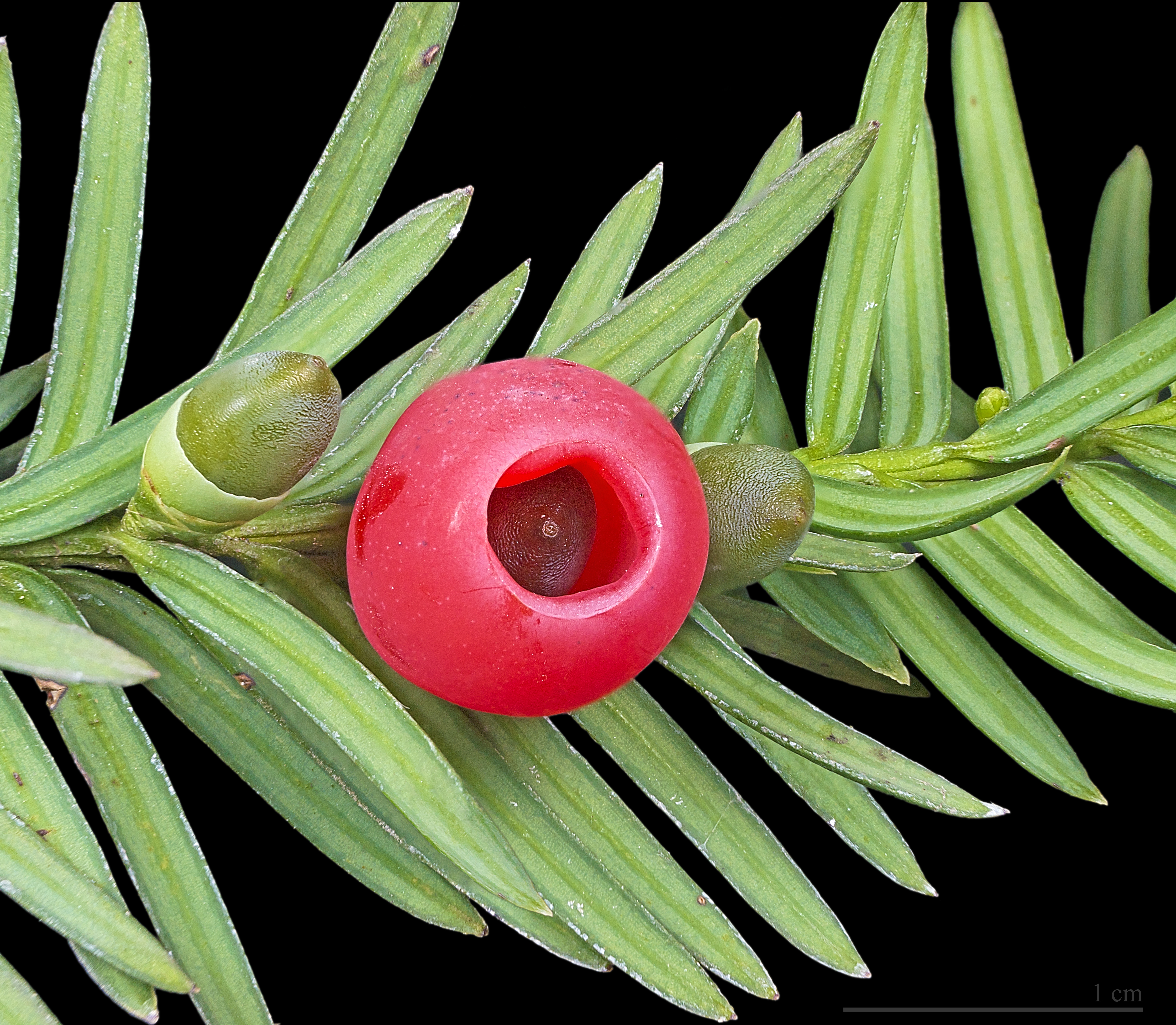
Dužnaté obaly semen tisu červeného (Taxus baccata)

Jsou to stromy nebo keře vytvářející druhotná pletiva, která jsou tvořena pouze cévicemi. Rostliny jsou jednodomé, opylování probíhá anemogamicky. Protože jsou nahosemenné, nejsou jejich vajíčka chráněna květními obaly (nemají květy) a semena nejsou chráněna plody (nevytvářejí plody).
Listy jsou jehlicovité nebo řidčeji šupinovité. Často vyrůstají na brachyblastech jednotlivě nebo ve svazečcích Mají jen po jednom cévním svazku. Malá plocha listu je dobrou ochranou před nadměrným výparem vody. V listech i ve dřevě jsou většinou pryskyřičné kanálky vylučující pryskyřice a silice.
Samčí šištice obsahují mikrosporofyly s dvěma mikrosporangii, ve kterých vznikají pylová zrna, v mnoha případech se vzdušnými vaky usnadňujícími šíření pylu vzduchem. Samičí šištice se skládá z vřetene, semenných a menších či zakrnělých podpůrných šupin. Na semenné šupině vyrostou dvě vajíčka v obalech, ve kterých vznikne klový otvor. Přes ten se dostane pyl na vajíčko, tam vyklíčí v pylovou láčku a proroste k zárodečníku. Proces od opylení po uzrání embrya trvá u některých druhů i celý rok. Po oplození postupně samčí šištice dřevnatí a trvá jeden až tři roky, než je semeno dozrálé a uvolní se. Semeno bývá většinou spojeno s blanitým křidélkem. V některých případech (například u tisu) nevznikají klasické šišky, ale semeno je obaleno dužnatým obalem připomínající peckovici nebo míšek. Klíčící semeno mívá 2 až 12 děložních lístků.
Do borovicotvarých patří i nejvýše vyrůstající stromy naší planety, např. sekvoj vždyzelená 150 m (běžně 100 m), sekvojovec obrovský 135 m (běžně 90 m), douglaska tisolistá 100 m (běžně 80 m), jedle obrovská 100 m (běžně 80 m), smrk sitka 90 m (běžně 60 až 70 m) nebo jedlovec západní 80 m (běžně 50 až 70 m).

## Rozdělení
Řád borovicotvarých se rozděluje do šesti čeledí, které dohromady mají 38 rodů a okolo 400 druhů.
Někdy uváděná čeleď hlavotisovité (Cephalotaxaceae) je podle nového taxonomického zařazení součásti čeledě tisovitých a bývalé čeledě (Phyllocladaceae) a (Prumnopityaceae) jsou přeřazeny do čeledě nohoplodovitých.
- borovicovité (Pinaceae) Spreng. ex Rudolphi, 1830
- blahočetovité (Araucariaceae) Henkel et W. Hochst., 1865
- nohoplodovité (Podocarpaceae) Endlicher 1847
- pajehličníkovité (Sciadopityaceae) Luerss. 1877
- cypřišovité (Cupressaceae) Rich. ex Bartling 1830
- tisovité (Taxaceae) Gray 1821 [3]

Do borovicotvarých pravděpododobně přirozeně patří i liánovcotvaré, v takovém případě ponížené na čeleď.